# دهستان آبکش
آبکُش، دهستانی است از توابع بخش بردخون شهرستان دیر در استان بوشهر ایران.

## جمعیت
براساس سرشماری سال ۱۳۸۵ جمعیت آن ۳٬۹۵۴ نفر (۷۷۶ خانوار) بوده‌است.